# 张仃
张仃（1917年5月19日—2010年2月21日），号它山，男，辽宁黑山人，中国现代艺术家、教育家、清华大学教授、原中央工艺美术学院院长，中国人民政治协商会议会徽的设计者，中华人民共和国国徽设计提议者之一。曾负责设计动画美术片《哪吒闹海》、设计鸡年生肖票。

## 生平
民國時期
1917年農曆五月十九日，張仃出生於遼寧省北鎮縣毉巫閭山下周屯。其父親為私塾先生，后入行伍，因寫得一手整齊的館閣體書法深受上司贊賞，授予軍功五品勛。張仃自小喜愛繪畫，年幼曾為芳山鎮北學堂畫孔、孟、關、岳肖像並受校長表揚。1931年，「九一八」事變發生，張仃從遼寧錦縣東關育賢中學輟學。1932年，16歲的張仃流亡北平，考上北平美術專科學校國畫系，時任校長為張恨水。然而張仃不滿當時落後的美術教育，尤其是人物畫，展覽會上展出的作品無非是高冠貴冑、病態仕女，認爲這與中國當時面臨民族危難的現實社會脫離關係；於是翌年北平美專一周年校慶上，他以神仙鬼怪為題材及運用民間畫法創作作品一幅，卻遭到老師同學的哄笑；另一小品則得名譽教授齊白石贊賞。1934年，張仃與同學荊林、陳執中三人組建「CCC戰地宣傳隊」到山海關東北軍駐地宣傳抗日，參與籌建北平左翼美術家聯盟。同年，被北平憲兵三團逮捕，判處3年半徒刑，因年輕改送蘇州反省院，結識詩人艾青。隔年5月，由蘇州電影製片廠保釋出獄，回到北京後參加抗日漫畫聯展。1936年春，張仃漂流南京，因生活窘迫，孤苦伶仃，將原名由「張貫（冠）成」改名為「張仃」，開始職業漫畫家生涯。在《中國日報》《上海漫畫》《潑克》等發表漫畫作品，結識張光宇，參加在上海、南京舉行的第一屆全國漫畫展覽展。1937年，「七七事變」爆發，在《救亡漫畫》《抗敵漫畫》等雜志發表作品；在南京參加由葉淺予領隊的抗日漫畫宣傳隊，參加抗敵漫畫展覽會。是年冬，代表全國漫畫界抗敵協會到西安籌建西北分會。
延安抗敵時期
1938年，組成抗日藝術隊，被推選為領隊到陝北榆林地區和内蒙古抗日宣傳。6月，負責成吉思汗陵遷陵大典的美術設計。秋，到延安，經毛澤東特批，在延安魯迅藝術文學院美術系任教。1939年，為延安文化人士畫一批漫畫肖像，手法誇張，受到非議；與詩人塞克、歌唱家杜矢甲結交，時稱「延安三大怪」。1940年，作品發表在由葉淺予在香港主編的《今日中國》上，與張光宇計劃出版《新美術》雜志。1941年，經周恩來安排，自重慶回到延安，在延安「文藝界抗敵協會」（簡稱「文抗」）從事創作。被聘為魯迅研究會美術顧問，設計延安魯迅研究會會標，任作家俱樂部主任，為作家俱樂部設計裝飾和「部徽」標志。同年，「美術家協會」成立，被推選為陝甘寧邊區美術家協會主席直到日本投降。1942年，任「延安工藝美社」社長，應邀參加「延安文藝座談會」；1945年，因《解放日報》於1944年刊登畢加索加入法共的消息而加入中國共產黨。與朱丹等發起東北解放區的年畫運動。1949年，中國美術家協會成立，張仃為四十一名創會成員之一（後多次任中國美協理事會常務理事、書記處常務書記等）。
建國初期
張仃致力於中華人民共和國的形象設計，參與並組織國家重要美術設計任務，包括但不限於：
1. 設計中國人民政治協商會議會徽及藝術設計工作、第一屆全國政協會議紀念郵票；
2. 參與組織全國人民代表大會美術設計工作；
3. 設計天安門廣場大會會場、中南海懷仁堂勤政殿；
4. 負責中華人民共和國開國大典美術總設計工作、開國紀念郵票；
5. 領導國徽設計小組參與國徽設計；
6. 設計解放區青年代表團徽記。
7. 任「建國瓷」設計委員會副主任委員、「人民英雄紀念碑」設計委員會及「人民英雄紀念碑興建委員會」美術組長；等等。

此外，張仃對新中國國際形象的建立具有重要影響，主持中國在海外舉辦的一系列國際展覽，比如：
1. 1951年，主持設計德國萊比錫博覽會中國館、捷克布拉格博覽會中國館、波蘭華沙「新中國博覽會」；
2. 1953年，主持設計蘇聯莫斯科「中華人民共和國工農業展覽會」、萊比錫博覽會中國館；
3. 1954年，主持設計萊比錫博覽會中國館（延續並改造1953年的設計）；
4. 1955年，參與敘利亞大馬士革博覽會中國館展覽設計；
5. 1956年，中國第一次參加巴黎國際博覽會，擔任中國館總設計師（此時張仃作爲中國文化代表團成員訪問法國，在法國坎城會見心儀已久的畢加索，并有深入交流）。同年，主持設計奧地利維也納國際博覽會中國館；
6. 1959年，赴意大利主持設計「近百年中國畫展」；等等。

建國之初，百廢待興，張仃投身於藝術教育事業，對新中國藝術教育體系建立及中國畫發展存亡具有深遠影響。1949年，參與魯迅藝術文學院復校工作，任美術系部副主任。中央美術學院於1950年成立，先後任實用美術系主任、教授，中國畫系主任，更創辦了中國第一個室内設計、展覽設計專業。1954年，張仃作爲中國山水畫改革小組組長（組員為葉淺予、蔣兆和、李可染），面對時任央美院長江豐取消中國畫之決定，與李可染、羅銘赴江南進行水墨寫生，歷時三個月，回京在北海公園悅心殿舉辦三人水墨寫生畫展，在美術界引起轟動，力證中國畫能反應現代生活，開啓中國山水畫一代新風。1955年，參與中央工藝美術學院（現清華大學美術學院）籌建工作，1957年任副院長，主管教學，後更主持開設壁畫專業，講授壁畫；1958年與張光宇、吳勞任創辦《裝飾》雜志。此外，擔任全國工藝美術教材編選工作組組長。1960年，張仃帶領中央工藝美術學院研究生赴雲南采風寫生，創作一批裝飾彩墨畫，被稱為「畢加索加城隍廟」，為當時中國美術界最前衛的探索性創作。文革期間，中央工藝美術學院舉行「張仃黑畫展」，被批鬥、下放河北獲鹿縣勞動改造。1974年，因病獲准回京，居住在被人廢棄的香山農舍。也是此時，飽受身心折磨的張仃開啓焦墨藝術創作。1976年，四人幫垮台，創作批判四人幫漫畫一組，引領漫畫復興。1977年秋，到京郊房山十渡寫生，創作長卷《房山十渡焦墨寫生圖卷》。

改革開放時期
1978年，中央工藝美術學院恢復招生，復任第一副院長。4月參加美術片《孫悟空三打白骨精》設計工作。夏，任上海美術電影製片廠動畫片《哪吒鬧海》美術總設計，奠定了中國動漫藝術的世界地位。1979年，任中央工藝美術學院院長（直至1983年）。「張仃美術作品展覽」在京舉行，焦墨作品首次亮相。主持首都國際機場大型壁畫群落成，創作壁畫《哪吒鬧海》。
1980年，為中央工藝美術學院設計院徽。4月，赴日本沼津市訪問並辦展，率中國美術代表團，參加在日本舉行的亞洲美術展覽。1981年，被聘爲北京畫院院外畫師。中國藝術研究院成立，被聘爲院務委員。繪製鷄年生肖郵票1枚。當選爲中國工藝美術學會副理事長。
1984年，主持北京地鐵大型壁畫工程，壯游寫生中國山川十二年。1985年，被聘為國務院學位委員會第二届學科評議組（藝術學分組）成員，當選中國美協第四届理事會常務理事。1986年，黃賓虹研究會在京成立，為兩會長之一。
1987年，中國國家畫院舉辦「張仃山水寫生畫展」。1988年，在西安舉辦「張仃畫展」。獲首批「中國漫畫金猴獎」榮譽獎。「張仃焦墨山水畫展」在新加坡國家博物館舉行。1989年，在香港舉辦個展，為香港中國銀行創作焦墨山水《昆侖頌》。
1991年，中國美術館舉辦「張仃焦墨山水畫展」，主辦單位聯合舉辦「張仃焦墨山水學術研討會」。1993年，「1993年張仃山水畫展」在中國美術館西南廳舉辦。參加中國工藝美術學會民間工藝美術專業委員會年會，當選爲副會長。1994年，遼寧省博物館舉辦「張仃山水畫展」及研討會。於山東高密主持中國民間工藝美術學會年會，當選爲會長。1996年，中央工藝美術學院在中國美術館舉辦建院四十周年院展，並舉辦「張仃山水畫展 1994-1996」。1997年，在甘肅省博物館舉辦「張仃山水畫展」。
1998年，1月，發表《關於中國畫寫生》一文。10月，在《人民日報》發表文章《工藝美術何愁出路》。任李可染藝術基金會副理事長。1999年，82嵗的張仃在《美術》第一期發表《守住中國畫的底線》一文，對「革毛筆的命」、「筆墨等於零」的觀點直抒己見，保護並論述中國畫筆墨的文化内涵和價值。「張仃焦墨山水畫展」在深圳何香凝美術館舉行。香港鳳凰衛視製作張仃訪談片《黑白驚艷》。中央工藝美術學院改名為清華大學美術學院，復出擔任美術系第一工作室博士生導師。

2001年，獲中國文聯、中國美協頒發的國家級首届「金彩獎」成就獎。2002年，獲文化部第一屆「造型表演藝術創作研究成就獎」，為書畫類唯一入選人。放下畫筆，不再作畫，堅持書法創作。
2004年，獲中國老教授協會頒發的「科教興國貢獻」終身成就獎。2005年，中國美術館舉行「張仃藝術成就展」，捐贈中國美術館系列作品。
2006年，清華大學美術學院50周年院慶之際，「張仃作品展」與「張仃作品及藝術教育研討會」同期舉行。清華大學美術學院設立「張仃勵學會」，張仃捐贈60萬元人民幣獎勵優秀並輔助貧困學生。創作巨幅書法《泰山頌》，該作品鎸刻於漢武帝登泰山紀念地漢明堂。2007年10月，獲「金陵百家藝術貢獻獎」。2009年，5月，向北京故宮博物院捐贈作品十餘件，在該院舉辦生前最後一次展覽「丘壑獨存——張仃書畫藝術展」。

2010年，中國國家畫院任命張仃為院士，同時任命爲中國畫研究院院長。1月25日清華大學張仃藝術研究中心成立（清華大學迄今僅為兩位藝術家設立個人藝術研究中心，另一為吳冠中藝術研究中心）。2月21日上午10：00在北京逝世，享年94歲。遺體葬於八寶山革命公墓。3月9日至3月31日，中國美術館舉辦「風範長存——中國美術館藏張仃作品展」。3月22日，「仰望星空 致意它山——張仃先生追思會」在清華大學舉行。

## 評價
艾青（著名詩人）：張仃到哪裡，摩登就到哪裡。
夏衍（文化名人）：他的畫充溢著一股正氣。他的焦墨作品，這種黑白調子，是一種很高的美。但很多人不懂。
劉海粟（著名畫家）：精極筆法、豁然心胸，略無凝滯。
李可染（著名畫家）：吾友張仃同志作太行房山十渡圖卷，結構雄偉而精微，純用焦墨而蒼勁腴潤。前人無此筆墨，真奇蹟也。
陸儼少（著名畫家）：能以枯筆幹擦作山水，樹石真氣內涵，而融液腴美，不見其燥，斯亦奇矣。
黃冑（著名畫家）：仃公推陳出新，別具新格，精心運焦墨幹筆皴擦而能開一代新風，功力之深，非率意遊戲筆墨者可知也。
吳冠中（著名畫家）：1954年，張仃、李可染、羅銘……最先嘗試用毛筆宣紙到生活中去面對真山真水進行寫生。畫出一批新山水，這是解放後山水畫創新的前驅，是山水畫發展史中的里程碑。
郎紹君（美術史論家）：張仃先生的畫造型實，筆墨重，氣感強。他以其藝術實踐推動著北派山水畫的甦醒，呼喚著雄強藝術傳統的複歸，從戰略上說，對中國山水畫的發展將具有重大意義。張仃先生無疑是20世紀中國藝術的驕子。
薛永年（著名評論家）：張仃先生是一個非常冷靜、非常沉著、又非常遠見的畫家，是中國美術界始終走在前面的人物。在封閉的年代，他主張開放；在開放的年代，他潛入傳統。他的焦墨把中國畫高度單純化了，這本身就是一種現代意識。
王文章（中國藝術研究院院長）：張仃近80年的藝術生涯與中國革命和社會發展息息相關，在新中國美術事業和社會生活中留下鮮明的印記。他是一位具有強烈社會責任感和崇高精神追求的優秀藝術家，他卓越的藝術實踐，空前的藝術追求，高尚的藝術境界，贏得了人們的尊重和敬仰。
王魯湘（著名學者）：走進他的家園，你就會接近那顆凜然不可褻玩，拒絕一切媚俗作秀，卻又那麼樸實平和的高貴心靈。從一個孤苦伶仃的東北流亡少年，到一個左翼漫畫猛將；從一個隻身投奔延安的熱血青年，到解放區舞台藝術及時尚生活的設計者。從新中國首席形象設計師，到山水畫革新者；從最前衛的裝飾繪畫實踐者，到當代壁畫運動的組織者：從獨步畫壇的焦墨山水大師，到守衛中國畫底線的衛道士，張仃70餘年的藝術生涯，有過許多次不得已的人生大轉彎，每一次都充滿風險，每一步都踩著陷阱，但每一次他都扼住了命運的咽喉，每一次都在陷境中開出生面。
範迪安（中央美院院長）：張仃山水世界不僅呈現出茂密、蒼茫、勃鬱的自然物狀，而且還向外溢漲著它們吐納、運行不息的生機，他不凡的人生經歷和深厚的學養使他自覺地走向充實的境界。
陳丹青（著名畫家）：在我們這個時代，他成為傳奇，是他同代人之中無可替代的一個符號。他以他自己不同時代、不同實踐在長達80年間的不同關係中，沒有一項不是前瞻的、前衛的、前進的。他是一位遠未被時代賞識的前輩。
馮遠（中國文聯副主席）：張仃先生具有大心胸、大氣魄、大風範和大情大義，在各個關鍵歷史時期都做出了大手筆的藝術抉擇，堪為一代藝術大家。張仃先生被譽為「中國現代美術史的活化石」，絕非溢美之詞。
楊曉陽（中國國家畫院院長）：張仃先生是一代美術革命家、是新中國美術卓越的領導者、創新者，是我們心目中巍巍高山，他以非凡的藝術才能和創新探索，成為中國美術的經典。
王明明（北京畫院院長）：張仃先生在多個藝術領域都取得了卓越的成就，特別是焦墨山水畫的開拓性貢獻，展現了他生機勃發的藝術創造力，為我們留下寶貴的藝術財富。
王鏞（著名書畫家）：張仃先生是當代中國畫壇承前啟示的大家。他的焦墨山水和篆書書法，浸透了哲思禪意，體現了中國文化藝術的精神品格。
呂章申（國家博物館館長）：張仃先生在20世紀中國美術史上的歷史性貢獻，在於他自延安以來的每一個歷史時期，在屬於美術的諸多領域都留下了深深的歷史印記。他以人品、藝品鑄就時代藝術高峰的「它山」。
尹光華（著名學者）：何謂士夫畫家，黃賓虹認為：一要有唐宋賢哲精神；二要兼有各種學術涵養，三要有很深的筆墨功力。在近代，黃賓虹可稱為士夫畫家的典型，在當代惟有張仃先生可以與之相媲美。
李兆忠（著名評論家）：張仃先生是中國現代美術史上最後一位藝術大師，絕無僅有的「大美術家」。在中國美術界認識發生重大傾斜，藝術受到干擾，面臨異化之時，他挺身而出，以自己的理論和實踐，回擊種種偏頗謬誤，捍衛著藝術的尊嚴，守望著藝術的家園。張仃以自己豐沛的才情，強悍的生命和西天取經的毅力披荊斬棘，在二十世紀中國美術史上建起一座寬敞的立交橋。

## 家庭
- 第一任妻子：陈布文（1920年—1985年），江苏常州人，1937年和张仃结婚。后在中央工艺美术学院教中文。和张仃育有六个子女[1]。
  - 长女：陈乔乔，是张仃唯一的女儿[2]。
  - 长子：耿军[2]，是耿乐的父亲。
  - 次子：张郎郎[2]
  - 三子：张大伟[2]
  - 四子：张寥寥[2]
  - 五子：张沛沛[2]
- 第二任妻子：灰娃。1985年张仃的妻子陈布文病逝，后来张仃与灰娃结婚[3]。